# Kevin Reeves
Kevin Philip Reeves (født 20. oktober 1957 i Burley, England) er en engelsk tidligere fodboldspiller (angriber).
På klubplan repræsenterede Reeves henholdsvis Bournemouth, Norwich City, Manchester City og Burnley. Han var med Manchester City med til at nå FA Cup-finalen i 1981, der dog blev tabt til Tottenham.
Reeves spillede desuden to kampe for Englands landshold, en EM-kvalifikationskamp mod Bulgarien i 1979 og en venskabskamp mod Nordirland året efter. Han spillede også ti kampe for landets U/21-landshold.